# Pandansari Lor
Pandansari Lor is een bestuurslaag in het regentschap Malang van de provincie Oost-Java, Indonesië. Pandansari Lor telt 4400 inwoners (volkstelling 2010).